# 狂恋 (2014年の映画)
『狂恋』（きょうれん）は、2014年の日本のラブサスペンス映画。監督は岩城武彦。岩城の前作であるVシネマ『殺人者 -KILLER-』に続いて、辻岡正人を主演に起用している。
2013年6月16日にクランクインし、12月8日にクランクアップ。公開に向けて、2014年6月21日に公式サイトが開設。2014年11月に開催された第1回新人監督映画祭で招聘作品上映されたのち、2015年から2016年にかけて東京、神奈川、大阪、名古屋でレイトショー上映された。

## ストーリー
交通事故による怪我から退院した拓磨。しかし、片手と片足にはまだギプスをしたままという不自由な状態だった。そんな拓磨に、拓真の恋人である彩夏の友達だという茂美が迎えにやってきた。家にあげると茂美は拓磨の身の回りの世話をしはじめ、悪い気のしない拓磨だったが、次第に茂美の行動はエスカレートしていき、拓磨を拘束し、洗脳し、支配しはじめる。実は何ヶ月も前から拓磨に一方的に愛情を寄せていたストーカーだったのだ。異変に気づいた彩夏は拓磨を救い出そうと行動を起こす。

## キャスト
- 浅井拓磨：辻岡正人
- 坂本彩夏：浅田光
- 佐久間茂美：かげる
- 坂本恭介：長屋和彰
- 亜由美：小原好美
- 秀雄：荒木祥吾
- 刑事：寺部隼人、滝景子
- 彩夏の上司：佐藤博行
- 菅沼警部：堀岡真

その他のキャスト
- 彩夏の同僚：川口友江、鯉沼あずさ、浅井祥一、松森真由、寺尾香乃
- 刑事：アオキカズヤ、瀬戸彰夫
- 恭介のバンド仲間：曽我真臣、稲田志

## スタッフ
- 監督・脚本：岩城武彦
- 撮影：勝亦祐嗣、岩城武彦
- 助監督：松本拓也
- 監督補助：柳澤誠
- 撮影助手：鷲崎浩太朗、青木繁人、小山恭史
- 録音：松本拓也、三室卓也
- 整音：折橋久登（映音空間）
- スチール撮影：鯉沼あずさ
- 音楽：真崎澄生
- 編集：岩城武彦
- 協力：樋口孝之（オフィスマイティー）、南波研一（助っ人屋）
- 製作・配給：Piece Maker

## 上映
- シアターCAPSULE（東京都）：2015年11月14日・15日
- 川崎市アートセンター アルテリオ映像館（神奈川県）：2016年3月21日
- シアターセブン（大阪府）：2016年4月2日
- 伏見ミリオン座（愛知県）：2016年5月22日